# 赤坂郡
- 令制国一覧 > 山陽道 > 備前国 > 赤坂郡
- 日本 > 中国地方 > 岡山県 > 赤坂郡

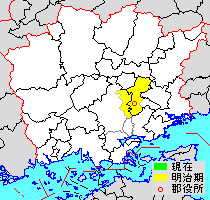
岡山県赤坂郡の位置

赤坂郡（あかさかぐん）は、岡山県（備前国）にあった郡。

## 郡域
1878年（明治11年）に行政区画として発足した当時の郡域は、下記の区域にあたる。
- 岡山市
  - 北区の一部（旭川以東かつ建部町大田以南）
- 赤磐市の大部分（酌田、石蓮寺、野間、桜が丘東以東[1]を除く）

## 歴史
古くは和気郡の一部や磐梨郡も本郡の一部だった。そのため西は旭川から東は吉井川まで達する広範囲の郡域を持っていた。現在の赤磐市山陽町地域西部の龍王山・大錫丈山・上地山・当殿坊山・牛神山・善応寺山などの山地の東側に続く丘陵地一帯が赤坂と呼ばれていたことから、それに由来する郡名といわれる。
続日本紀には721年（養老5年）に赤坂郡東部（吉井川西岸地域）、邑久郡北部をそれぞれ割譲し、両地域に藤原郡（東野郡、藤野郡）を設置、788年（延暦7年）に吉井川以西を磐梨郡、以東を和気郡として分割した旨が記載されている。
和名抄には周匝郷、宅美郷、軽部郷、高月郷、鳥取郷、葛木郷の6郷が記載されている。郡衙の位置は高月郷と平賀元義が推定。昭和中期に発見された門前池西方遺跡が推定地とされたが、構造・特徴から異説もある。
郡南部の平地一帯は、磐梨郡南部や上道郡東部、邑久郡南西部などとともに備前国の中心地として栄えた。郡域に備前国の国分寺と国分尼寺があったとされ、赤磐市西部（高月）に国分寺や国分尼寺の遺構が発見されており、その他にも駅家や郡衙に関連する遺跡が同所から発見されている。さらに、両宮山古墳などの大小の古墳や遺跡が多く分布している。また上道郡との境界付近には古代山城遺跡がある大巡小巡山がある。備前国の国府は時代によって変遷し、諸説があるが、赤坂郡内の赤磐市中心部・西部～岡山市瀬戸町北西部付近にも存在したという説もある。
郡北部の山地には古社が多く存在し、スサノオがヤマタノオロチ退治で使用した刀剣・布都之魂についた血を洗ったとする伝説がある血洗の滝・血洗池や、布都之魂を御神体とし、一時期備前国の一宮であったともいわれている石上布都魂神社が鎮座している。その他にも延喜式神名帳に記載される式内社が6座（石上布都魂神社、宗形神社、布勢神社、鴨神社三座）ある。

### 近世以降の沿革
- 明治初年時点では全域が備前岡山藩領であった。「旧高旧領取調帳」に記載されている明治初年時点での村は以下の通り。（94村）

牟佐村、馬屋村、和田村、岩田村、穂崎村、熊崎村、川原村、善応寺村、西中村、下仁保村、上仁保村、上地山村、斗有村、鍋谷村、大鹿村、国ヶ原村、川高村、幡寺山村、山口村、河本村、下市村、門前村、長尾村、立川村、南方村、斉富村、沼田村、中島村、上市村、石井原村、日古木村、三又村、正崎村、高屋村、二井村、尾谷村、神田村、津崎村、五日市村、西窪田村、東窪田村、由津里村、大苅田村、町苅田村、笠寺山村、西軽部村、多賀村、出屋村、菖蒲山村、東軽部村、今井村、南佐古田村、北佐古田村、大屋村、山手村、正満寺村、惣分村、小原村、坂辺村、新庄村、伊田村、矢原村、寺部村、平岡西村、矢知村、石上村、大松山村、佐野村、小倉村、土師方村、吉田村、大田村、小鎌村、広戸村、中畑村、山之上村、仁堀河原毛村、西勢実村、仁堀西村、平山村、下塩木村、上塩木村、周匝村、福田村、中山村、黒沢村、中勢実村、沓石山村、戸津野村、黒本村、是里村、草生村、仁堀中村、仁堀東村
- 明治4年7月14日（1871年8月29日） – 廃藩置県により岡山県の管轄となる。
- 明治8年（1875年） – 以下の村の統合などが行われる。（78村）
  - 黒本村の一部（枝村滝山）が分立して滝山村となる。
  - 是里村の一部（枝村河原屋）が分立して河原屋村となる。
  - 鴨前村 ← 川原村、善応寺村
  - 芳谷村 ← 鍋谷村、大鹿村
  - 合田村 ← 山之上村、仁堀河原毛村
  - 塩木村 ← 下塩木村、上塩木村
  - 上地山村が上仁保村に、幡寺山村が山口村に、門前村が下市村に、石井原村が中島村に、三又村が高屋村に、五日市村が正崎村に、笠寺山村が西軽部村に、出屋村・菖蒲山村が多賀村に、正満寺村が大屋村に、寺部村が新庄村に、大松山村・佐野村が石上村に、沓石山村が中勢実村にそれぞれ合併。
- 明治11年（1878年）9月29日 – 郡区町村編制法の岡山県での施行により、行政区画としての赤坂郡が発足。郡役所が町苅田村に設置。

### 町村制以降の沿革
- 明治22年（1889年）6月1日 - 町村制の施行により、以下の各村が発足。特記以外は全域が現・赤磐市。（15村）
  - 西高月村 ← 牟佐村（現・岡山市）、馬屋村、和田村、岩田村、穂崎村（現・赤磐市）
  - 東高月村 ← 長尾村、立川村、河本村、下市村、熊崎村
  - 鳥取下村 ← 南方村、斉富村、沼田村、中島村、日古木村、二井村
  - 鳥取中村 ← 高屋村、上市村、正崎村、尾谷村、津崎村、神田村
  - 西山村 ← 鴨前村、西中村、下仁保村、上仁保村、斗有村
  - 鳥取上村 ← 山口村、由津里村、西窪田村、東窪田村、大苅田村、町苅田村
  - 軽部村 ← 西軽部村、東軽部村、南佐古田村、北佐古田村、今井村、多賀村
  - 笹岡村 ← 小原村、坂辺村、惣分村、大屋村、山手村
  - 周匝村 ← 福田村、周匝村、草生村、河原屋村
  - 山方村 ← 是里村、滝山村、黒本村、黒沢村、中山村
  - 仁堀村 ← 塩木村、戸津野村、中勢実村、仁堀西村、仁堀中村、仁堀東村、平山村
  - 布都美村 ← 広戸村、西勢実村、小鎌村、合田村（現・赤磐市）、石上村、中畑村（現・岡山市、赤磐市）
  - 竹枝村 ← 大田村、吉田村、土師方村、小倉村（現・岡山市）
  - 五城村 ← 平岡西村、矢知村、新庄村、伊田村、矢原村（現・岡山市）
  - 葛城村 ← 芳谷村、国ヶ原村、川高村（現・岡山市）
- 明治33年（1900年）4月1日 - 郡制の施行により、赤坂郡・磐梨郡の区域をもって赤磐郡が発足。同日赤坂郡廃止。

## 行政
歴代郡長
| 代 | 氏名 | 就任年月日                | 退任年月日                | 備考                           |
| -- | ---- | ------------------------- | ------------------------- | ------------------------------ |
| 1  |      | 明治11年（1878年）9月29日 |                           |                                |
|    |      |                           | 明治33年（1900年）3月31日 | 磐梨郡との合併により赤坂郡廃止 |